# Еджвуд (Індіана)
Еджвуд (англ. Edgewood) — місто (англ. town) в США, в окрузі Медісон штату Індіана. Населення — 2053 особи (2020).

## Географія
Еджвуд розташований за координатами 40°6′12″ пн. ш. 85°44′15″ зх. д. / 40.10333° пн. ш. 85.73750° зх. д. (40.103231, -85.737411).  За даними Бюро перепису населення США в 2010 році місто мало площу 2,09 км², уся площа — суходіл.

## Демографія
Згідно з переписом 2010 року, у місті мешкало 1913 осіб у 854 домогосподарствах у складі 566 родин. Густота населення становила 914 особи/км².  Було 912 помешкання (436/км²).
Расовий склад населення:
| - 92,9 % — білих - 4,5 % — чорних або афроамериканців - 0,3 % — азіатів - 0,2 % — корінних американців |

До двох чи більше рас належало 1,2 %. Частка іспаномовних становила 1,8 % від усіх жителів.
За віковим діапазоном населення розподілялося таким чином: 20,2 % — особи молодші 18 років, 58,5 % — особи у віці 18—64 років, 21,3 % — особи у віці 65 років та старші. Медіана віку мешканця становила 47,4 року. На 100 осіб жіночої статі у місті припадало 88,8 чоловіків;  на 100 жінок у віці від 18 років та старших — 83,1 чоловіків також старших 18 років.
Середній дохід на одне домашнє господарство  становив 67 466 доларів США (медіана — 58 785), а середній дохід на одну сім'ю — 76 652 долари (медіана — 70 870). За межею бідності перебувало 1,6 % осіб, у тому числі 0,0 % дітей у віці до 18 років та 1,6 % осіб у віці 65 років та старших.
Цивільне працевлаштоване населення становило 850 осіб. Основні галузі зайнятості: освіта, охорона здоров'я та соціальна допомога — 30,9 %, науковці, спеціалісти, менеджери — 10,6 %, виробництво — 10,1 %, фінанси, страхування та нерухомість — 10,0 %.